# Brigadirowka (obwód saratowski)
Brigadirowka (ros. Бригадировка) – chutor w Rosji, w obwodzie saratowskim, w rejonie pierielubskim. W 2010 liczył 318 mieszkańców.